# Evariste De Buck
Evariste De Buck , né à Mont-Saint-Amand le 2 janvier 1892 et mort à Gand le 26 juin 1974, est un peintre belge.
Son champ pictural couvre les paysages, les portraits, les sujets religieux et les figures.

## Biographie

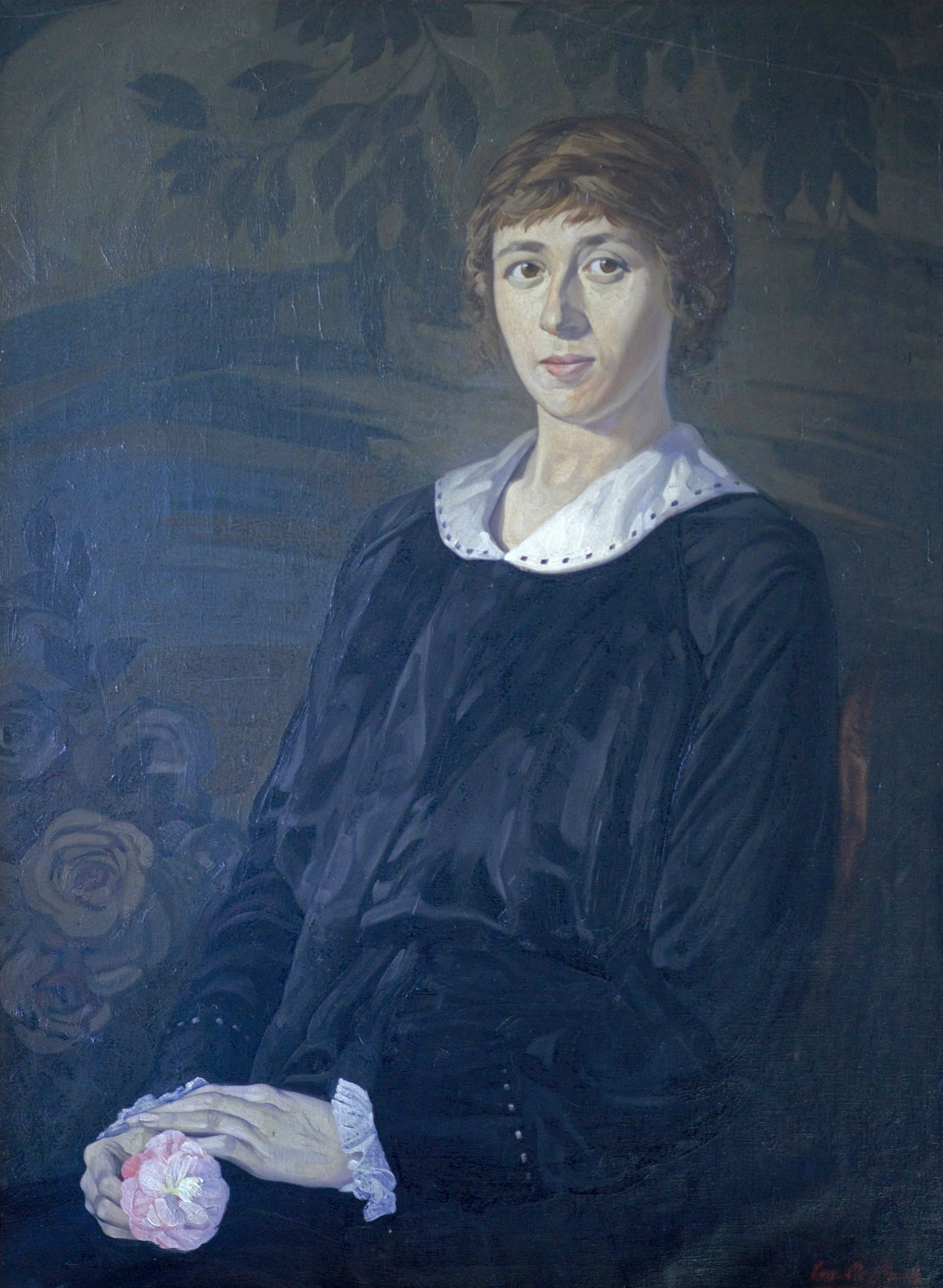
Portrait de Lambertine De Buck par son mari Evariste De Buck (1917).

### Famille
Evariste (Evariste Gustave) De Buck, né à Mont-Saint-Amand le 2 janvier 1892, est le fils de Gustave Livin De Buck (1860), cordonnier, et de Jeanne Françoise Vanderkeelen (1859). Evariste De Buck épouse à Gand le 29 mars 1916 Lambertine Feron. Ils sont parents d'un fils : Jan De Buck.

### Formation
Evariste De Buck commence, en 1904, ses études à l'Académie des beaux-arts de Gand, où il a George Minne comme professeur. Ensuite, il devient étudiant à l'Académie royale des beaux-arts de Bruxelles, où il bénéficie de l'enseignement de Constant Montald.

### Carrière
Au Salon de Bruxelles de 1914, il envoie Orphée aux enfers, puis il expose de manière ponctuelle, jusqu'à la rétrospective de ses œuvres en 1963. À Laethem-Saint-Martin, Evariste De Buck fonde sa propre galerie d'art, où il présente son travail.
Evariste De Buck meurt, à l'âge de 82 ans, à Gand.

## Œuvre

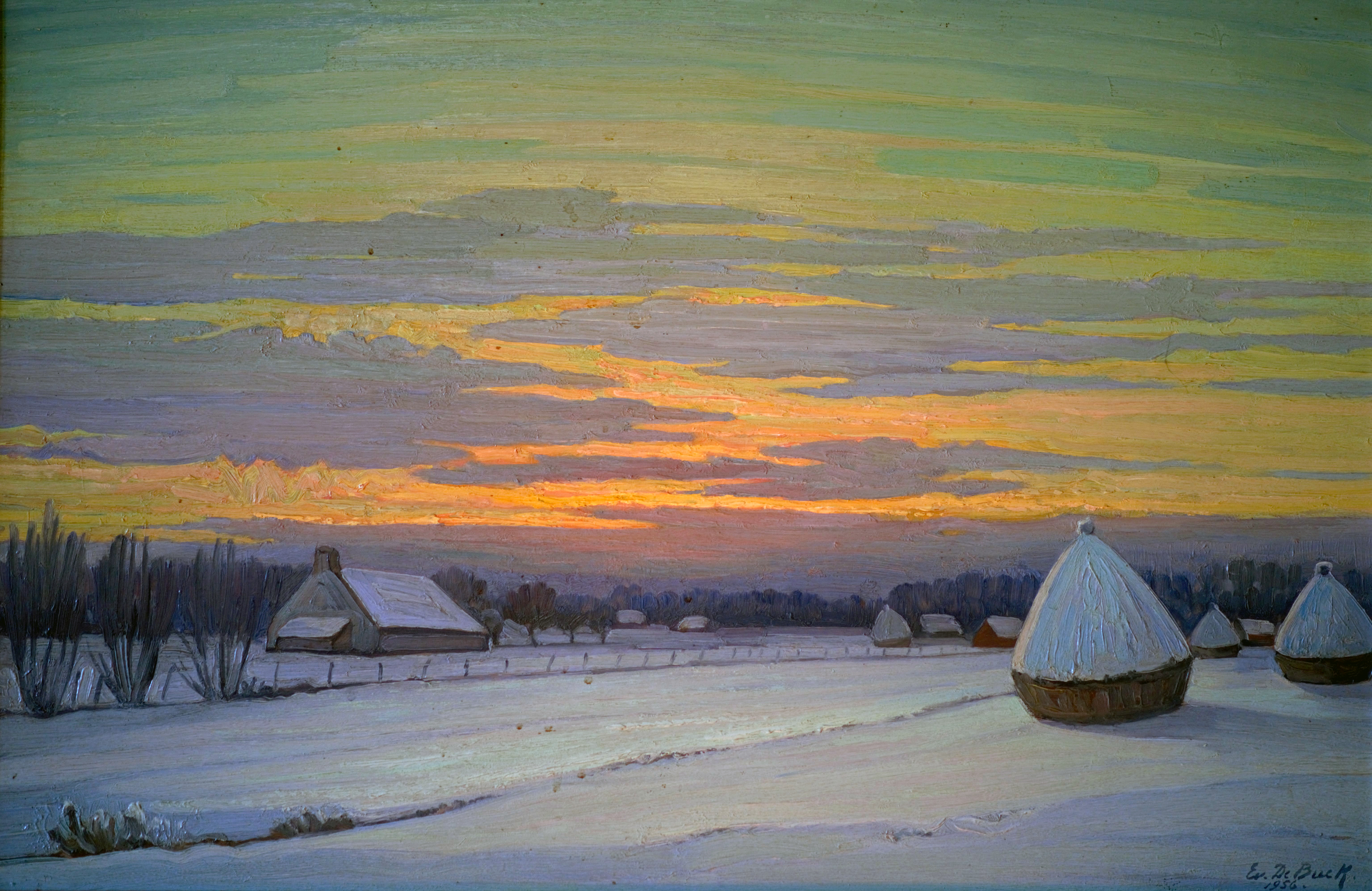
Paysage le soir (1959) par Evariste De Buck.

Son champ pictural couvre les paysages, les portraits, les sujets religieux et les figures. Ses premières œuvres représentent des sujets mythologiques ou symboliques : Orphée aux enfers, Ajax au fond de la mer ou L'Homme enchaîné, puis il représente davantage de paysages lui valant le surnom de « peintre de la Lys ».
Dans le contexte de l'École de Laethem-Saint-Martin, Evariste De Buck prend sa part dans la conquête des réalités nouvelles du luminisme de 1917 à l'expressionnisme classique des années 1930-1935. Sa vision s'appuie sur un remarquable métier. Le sujet s'efface devant l'émotion d'un artiste inspiré. Il peut se permettre de sacrifier à l'anecdote qui est pour lui l'occasion de surprendre la lumière et les images du bonheur de la vie quotidienne. Son tempérament authentique s'exprime depuis La Baigneuse, jusqu'aux paysages méditatifs de 1935.
Son engagement pour la cause flamande s'illustre, notamment, par la donation en 1932 d'une peinture représentant Notre-Dame de Flandre au comité du pèlerinage de l'Yser. De même, la série des œuvres ayant pour sujet la légende de Tijl Uylenspiegel marque son engagement idéologique.

### Sélection d'expositions
- Salon de Bruxelles de 1914 : Orphée aux enfers[4].
- 2e Salon de l'art religieux moderne à Anvers en décembre 1921[7].
- Salon de Gand (XLIIIe) de 1925[8].
- Salon quatriennal de Belgique de 1939 : Paysage ardennais[9].
- Exposition Evariste De Buck à la galerie Vyncke-Van Eyck à Gand en septembre 1941 : des paysages[10].
- Exposition rétrospective à la galerie Baron Steens, avenue Louise à Bruxelles en janvier 1963[5].

### Collection muséale
- Musée des Beaux-Arts de Gand : Portrait de Florimond van Duyse (1918), peinture à l'huile, inventaire no 2020-UR[11].